# Ишидей
Ишидей — посёлок в Тулунском районе Иркутской области России. Административный центр Ишидейского муниципального образования.

## География
Находится примерно в 74 км к юго-западу от районного центра — города Тулун на берегу одноимённой реки (приток реки Икей).

## История
Деревня основана под названием Ишидэй  в 1903 году как переселенческий участок на 89 душевых долей. К 1906 году заселение еще не началось.

## Топонимика
Возможно, в основе названия лежит бурятское эжен — хозяин, дух местности.
По мнению Станислава Гурулёва, топоним происходит от эвенкийского ишэ — камень, ишэды — каменный.

## Население
| 2002 | 2010 | 2011 | 2012 | 2013 | 2014 | 2015 |
| ---- | ---- | ---- | ---- | ---- | ---- | ---- |
| 429  | ↘369 | ↘368 | ↘366 | ↗370 | ↘367 | ↘359 |
| 2016 | 2017 |      |      |      |      |      |
| ↘354 | ↘345 |      |      |      |      |      |

По данным Всероссийской переписи, в 2010 году в посёлке проживало 369 человек (178 мужчин и 191 женщина).